# Theo van der Meer
Theodorus Albertus Maria van der Meer (Den Helder, 15 novembre 1950) è uno storico olandese, specializzo i storia, cultura e letteratura neerlandese.

## Biografia
Ha ottenuto un dottorato di ricerca presso la facoltà di giurisprudenza della Vrije Universiteit di Amsterdam.
Dopo un periodo di attività nei consigli direttivi del Nederlandse Vereniging tot Integratie van Homoseksualiteit COC e nel sindacato, a partire dalla metà degli anni ottanta, si è dedicato intensamente alla ricerca storica, in particolare alla storia dell'omosessualità e ai network a tematica omosessuale.
Nel 1995 ha conseguito il dottorato di ricerca cum laude con la tesi Sodoms zaad in Nederland. Het ontstaan van homoseksualiteit in de vroegmoderne tijd. (Il seme di Sodoma nei Paesi Bassi. La nascita dell'omosessualità nell’età moderna). Per questo lavoro ha ricevuto anche il Praemium Erasmianum Studieprijs. Ha lavorato come ricercatore presso l'Istituto internazionale di storia sociale (IISG), dove è stato coinvolto nel progetto Homoseksualiteit in de twintigste eeuw (L'omosessualità nel ventesimo secolo). Ha pubblicato studi su Marinus van der Lubbe e l'incendio del Reichstag, nonché sulla castrazione degli omosessuali durante la Seconda guerra mondiale.
Nel 2007 ha pubblicato un'ampia biografia del primo attivista per l’emancipazione omosessuale nei Paesi Bassi, Jacob Anton Schorer. Dal 1º settembre 2007 al 1º giugno 2008 è stato affiliato al Meertens Instituut, nell'ambito della preparazione di una biografia su Piet Meertens, noto anche come Meneer Beerta nella saga in sette volumi Het Bureau di J.J. Voskuil.

## Pubblicazioni
- De wesentlijke sonde van sodomie en andere vuyligheeden. Sodomietenvervolgingen in Amsterdam 1730–1811 (Il peccato essenziale della sodomia e altre sozzure. Le persecuzioni dei sodomiti ad Amsterdam dal 1730 al 1811.) (1984) ISBN 90-70585-30-8
- Vrijwillig in de frontlinie. Het buddy-project van de Jhr. Mr. J.A. Schorerstichting (Volontari in prima linea. Il progetto "buddy" della Fondazione Jhr. Mr. J.A. Schorerstichting.) (1987)
- Sodoms zaad in Nederland. Het ontstaan van homoseksualiteit in de vroegmoderne tijd (Il seme di Sodoma nei Paesi Bassi. La nascita dell’omosessualità nell’età moderna.) (1995) ISBN 90-6168-444-7
- "Ernstige moraliteits-toestanden in de residentie". Een 'Whodunnit' over het Haagse zedenschandaal van 1920., con Paul Snijders, Pag. 373–407 in: Pro Memorie. Bijdragen tot de rechtsgeschiedenis der Nederlanden, anno 4, n. 2 (2002)
- "Van der Lubbe ist seinem ganzen Wesen nach homosexuell". Bruinboek, homoseksualiteit en antifascisme. («Van der Lubbe è omosessuale nella sua stessa essenza». Bruinboek, omosessualità e antifascismo.), Pag. 294–310 in: De Gids, anno 170, n. 4 (2006)
- Jhr. Mr. Jacob Anton Schorer. Een biografie van homoseksualiteit (Jhr. Mr. Jacob Anton Schorer. Una biografia dell’omosessualità. (2007) ISBN 90-73341-30-2

## ALtri progetti
- Wikimedia Commons contiene immagini o altri file su Theo van der Meer